# Брахма Саварни
Брахма Саварни (санскр. ब्रह्मसावर्णि) — Ману грядущей десятой манвантары согласно индуистской мифологии. Он сын Упашлока. Десятая манвантара — это период времени в будущем. В той манвантаре Индрой будет Санти. Богами будут Вамана и Сувасана. Семь великих мудрецов (саптариши) в манвантаре : Тапомурти, Хавишмана, Сукерта, Сатья, Набага, Апратима и Васиштха . У Брахма Саварни Ману будет несколько сыновей, старшего назовут Бурисена.